# 费尔梅朗
费尔梅朗是葡萄牙阿威罗区的一个堂区。总面积12.95平方公里，总人口1482人，人口密度114.4人/平方公里。